# Kaplice
Kaplice (tyska: Kaplitz) är en stad i distriktet Český Krumlov i Södra Böhmen i Tjeckien. Staden nämndes första gången 1257. Per den 1 januari 2016 hade staden 7 064 invånare.